# È lei (I Cugini di Campagna)
È lei (1976), Pull - QLP 114, è un album del gruppo pop italiano I Cugini di Campagna.

L'album si compone di 10 brani, composti interamente da due componenti del gruppo Ivano Michetti e Flavio Paulin
.
Il singolo estratto (Pull - QSP 1013) è il seguente:
- Lato A: È lei (Ivano Michetti-Flavio Paulin) (4.30)
- Lato B: Love me sweetheart (Ivano Michetti-Flavio Paulin) (3.32)

## Tracce
Lato A
1. È lei (Ivano Michetti-Flavio Paulin) (4.30)
2. Al confessionale (Flavio Paulin) (5.00)
3. Prigioniero (Ivano Michetti) (3.05)
4. Quel corpo fragile (Ivano Michetti) (3.12)
5. L'incidente (Flavio Paulin) (4.40)

Lato B
1. Promessa d'autunno (Flavio Paulin) (4.18)
2. Che bella festa (Ivano Michetti) (3.25)
3. Il primo giorno di novembre (Flavio Paulin) (3.08)
4. Adamo ed Eva (Ivano Michetti) (3.40)
5. Love me sweetheart (Ivano Michetti-Flavio Paulin) (3.32)

## Formazione
- Flavio Paulin - voce, basso
- Ivano Michetti - chitarra
- Silvano Michetti - percussioni
- Giorgio Brandi - tastiere